# سنبل رومي

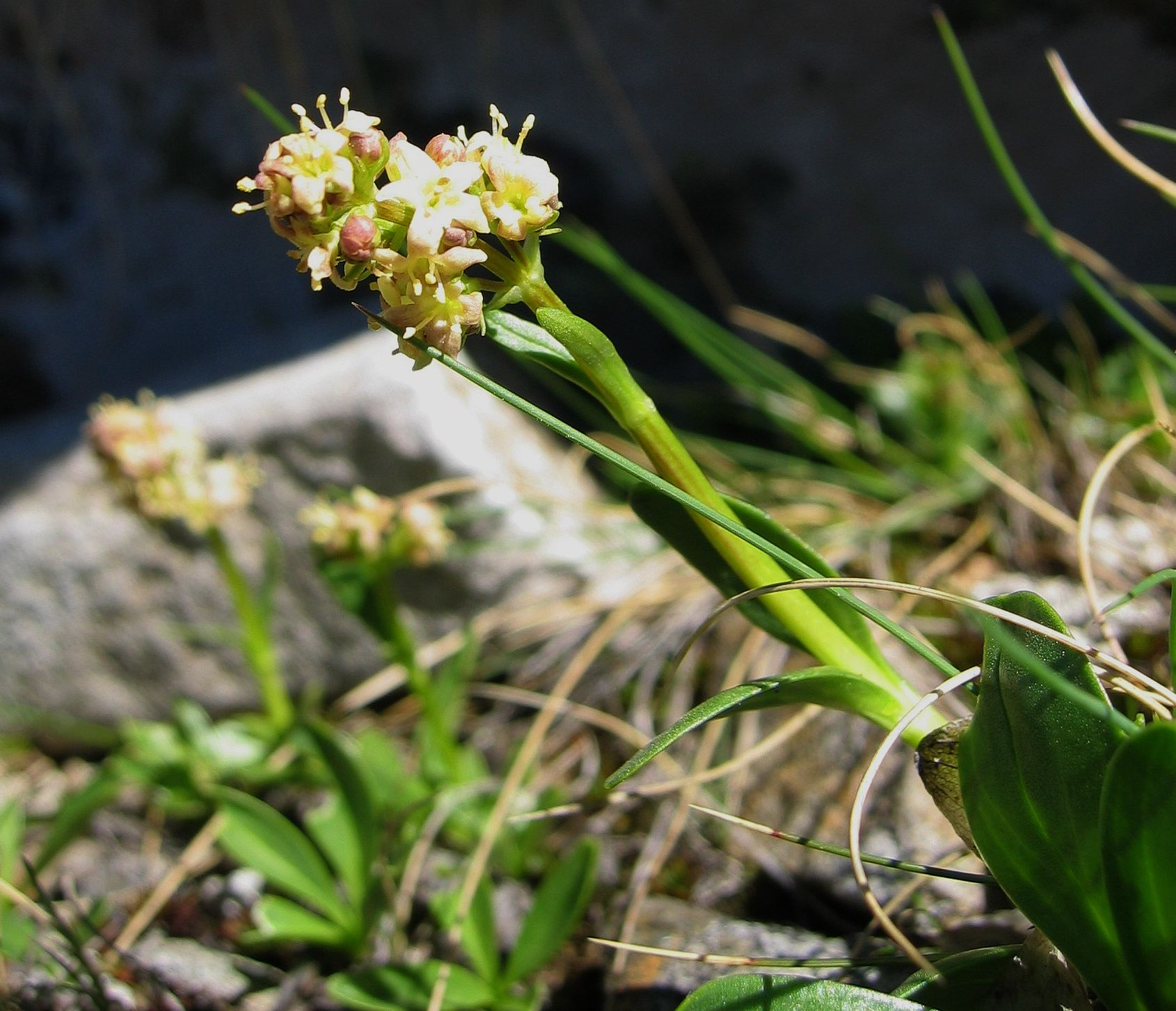
السنبل الرومي

السُنْبُل الرُومِي  أو الإِقْلِيطِي أو المَنْتَجُوشَة أو الشَرَائِط (بالفرنسية: Valériane celte أو Nard celtique) نبات اسمه العلمي (.Valeriana celtica L).
توطّن هذا النبات في جبال الألب الشرقية وفي جبال الألب غرايان وجبال الألب بينيني.[بحاجة لمصدر] وهو نبات عشبي معمّر. حتى عقد 1930، كان يتم حصاده على نطاق واسع للتصدير إلى آسيا لاستخدامه في تركيب العطور. استخدمت جذوره في الطب التقليدي كمنشّط للأعصاب.